# Троицкий уезд
Троицкий уезд — административная единица в составе Уфимского наместничества, Оренбургской губернии и Челябинской губернии Российской империи и РСФСР, существовавшая в 1784 — 1923 годах. Центр — город Троицк.

## История
Троицкий уезд в составе Оренбургской области Уфимского наместничества был образован 2 мая 1784 года. С 12 декабря 1796 года входил в состав Оренбургской губернии.
20 марта 1919 года из Троицкого уезда в Аргаяшский кантон новообразованной Автономной Башкирской ССР была передана Сызгинская волость, а в Тамьян-Катайский кантон — Байсакальская, Вознесенская, Мулдакаевская, Поляковская и Тунгатаровская волости.
27 августа 1919 года уезд отошёл к вновь образованной Челябинской губернии. В 1923 году Троицкий уезд был упразднён, его территория вошла в состав Троицкого округа Уральской области.

## Население
По данным переписи 1897 года в уезде проживало 201 231 чел. В том числе русские — 82,2 %; башкиры — 7,4 %; татары — 7,4 %; казахи — 1,1 %. В городе Троицке проживало 23 299 чел.

## Административное устройство
В 1913 году в состав уезда входило 21 волостей:
| - Байсакаловская, - Вознесенская, - Егорьевская — д. Мордвиновка, - Екатерининская — с. Николаевка, - Кирябинская, - Ключевская, - Коельская, | - Константиновская — с. Ново-Кумлякское, - Кособродская, - Кундравинская, - Михайловская, - Миасская — Миасский завод, - Нижнеувельская, - Поляковская, | - Степная, - Сызгинская — д. Сеитова, - Сыростанская, - Травниковская, - Тунгатаровская, - Тунгаякская, - Уйская. |

## Уроженцы
- Вандышев, Игнатий Лукич (1891—?) — художник, член союза художников СССР, уроженец хутора Вандышево Троицкого уезда Оренбургской губернии.
- Кузнецов, Владимир Дмитриевич (1887—1963) — советский учёный-физик, академик АН СССР. Герой Социалистического Труда.
- Маслов, Пётр Павлович (1867—1946) — советский учёный-аграрий и экономист. Академик АН СССР.